# Caracuel de Calatrava
Caracuel de Calatrava település Spanyolországban, Ciudad Real tartományban.  Lakosainak száma 134 fő (2024).

## Népesség
A település népessége az elmúlt években az alábbi módon változott:
| Lakosok száma | 171  | 166  | 171  | 166  | 168  | 169  | 160  | 134  | 116  | 134  |
|               | 2001 | 2004 | 2006 | 2009 | 2011 | 2014 | 2016 | 2019 | 2021 | 2024 |